# Zamek w Ciechanowcu
Zamek w Ciechanowcu – nieistniejący zamek rodu Kiszków w Ciechanowcu. Zbudowany w XVI wieku i rozbudowany w 1. połowie XVII wieku. Obecnie pozostały z niego jedynie ślady wałów na planie czworoboku w rejonie ulicy Parkowej.
Zamek nad Nurcem został zbudowany w 1 połowie XVI wieku przez wojewodę połockiego Piotra Kiszkę herbu Dąbrowa, którego ród wywodził się z Ciechanowca. Na zamku ciechanowieckim trzykrotnie gościł (w latach: 1576, 1581 i 1582) król Stefan Batory, podróżujący z Korony na Litwę. W latach 1617–1642 zamek został otoczony obwarowaniami ziemnymi zbudowanymi na polecenie Mikołaja Kiszki. 
Fortyfikacja miała kształt czworokąta, który tworzyły wały o długości 130 × 150 m (nie licząc szerokości otaczających je fos). W obrębie wałów znajdowała się zabudowa mieszkalna o nieznanym jak dotąd kształcie przestrzennym. Fosę zamkową łączył z rzeką Nurzec sztuczny kanał. U ujścia kanału do rzeki znajdował się zbudowany na planie okręgu o średnicy 8 metrów budynek określany jako świątynia ariańska. W 1649 r. wojewoda połocki Janusz Kiszka (1586–1654) sprzedał Stary Ciechanowiec Konstantemu Eustachemu Zalewskiemu. Kolejnym właścicielem był podkomorzy drohicki Jerzy Monwid Irzykowicz (zm. 1659) i w tym czasie zamek został zniszczony w trakcie Potopu szwedzkiego około 1656–1657 r. i nie został odbudowany. 
Córka Jerzego Montwida Irzykowicza Eleonora z Irzykowiczów Bremerowa wraz z mężem komendantem Grodna i oberszterem piechoty Idzim Bremerem de Britmar (zm. 1662) poleciła zbudować na zamku dwór modrzewiowy, w którym mieszkała później z kolejnym mężem pisarzem nurskim Nikodemem Jabłonowskim. Córka Idziego i Eleonory, Marianna Bremerowa (zm. 1688), wyszła za chorążego nurskiego Jerzego Hieronima Ossolińskiego. Przypuszczalnie kolejne zniszczenia przyniosła III wojna północna tocząca się na ziemiach polskich w latach 1702–1706. W 1703 r. Ciechanowiec kupił chorąży drohicki Franciszek Maksymilian Ossoliński z Rudki (1676–1756). Po nim zamek odziedziczył jego syn Tomasz Konstanty Ossoliński (1716–1782). 
W XVIII wieku ród Ossolińskich częściowo odbudował obiekt, jednak siedziba mieszkalna miała już jedynie formę modrzewiowego dworu z istniejącą w XVIII wieku murowaną wieżą zegarową, która swój znany nam z fotografii kostium zewnętrzny nawiązujący do stylu neogotyckiego otrzymała przypuszczalnie w 2 połowie XIX wieku. W latach 1829–1888 właścicielem Ciechanowca był Stefan Ciecierski, jednak przypuszczalnie nie dokonywał w obiekcie większych inwestycji, rezydując najczęściej w drewnianym dworze w Pobikrach. Drewniane części dworu zwanego przez ludność „Zameczkiem” od 1908 roku mieściły szkołę 4-klasową. Podczas I wojny światowej w sierpniu 1915 roku drewniane zabudowania dworu spłonęły podpalone przez uciekające wojska rosyjskie. Wieża zegarowa runęła w kwietniu 1921 roku i jej pozostałości rozebrano. 
W okresie II wojny światowej okupanci hitlerowscy na terenie dawnego zamku urządzili strzelnicę ćwiczebną. Pod wałem biegnącym wzdłuż południowego odcinka fosy odsłonięte zostały mury ceglane datowane wstępnie na XVIII i XIX w.

Teren zamku jest wpisany do rejestru zabytków i podlega ochronie.

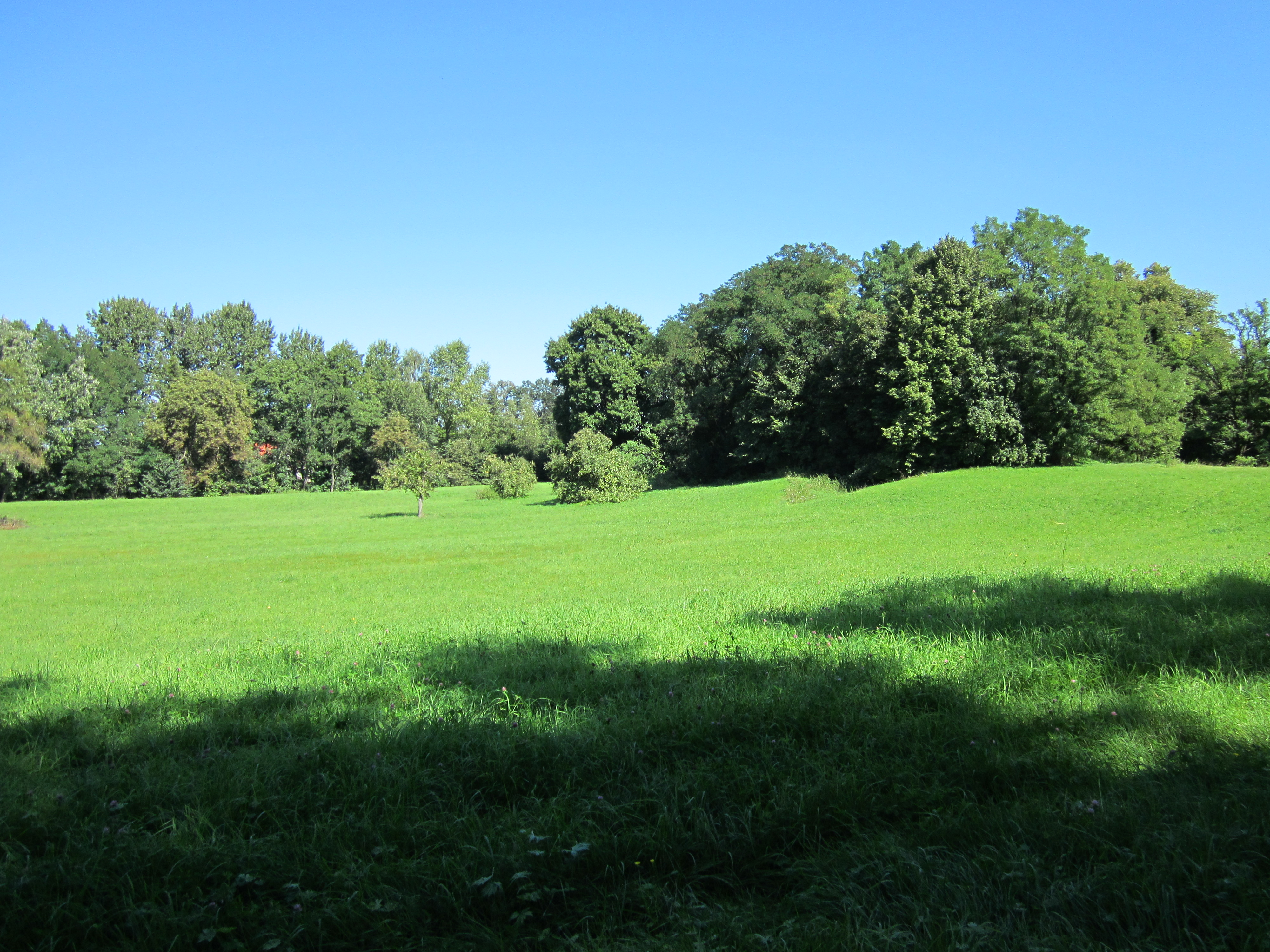
Miejsce po zamku w Ciechanowcu
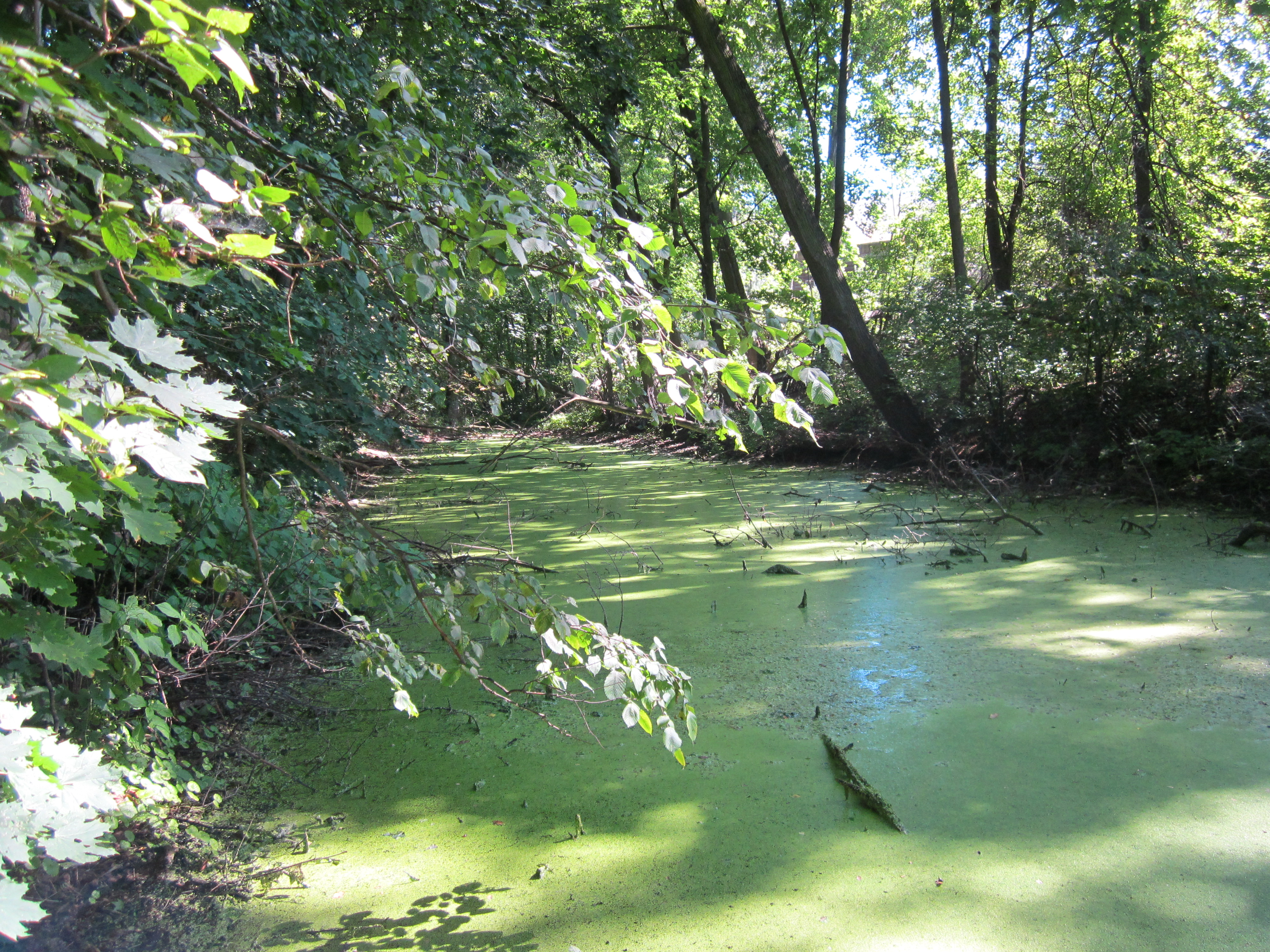
Fosa zamkowa w Ciechanowcu
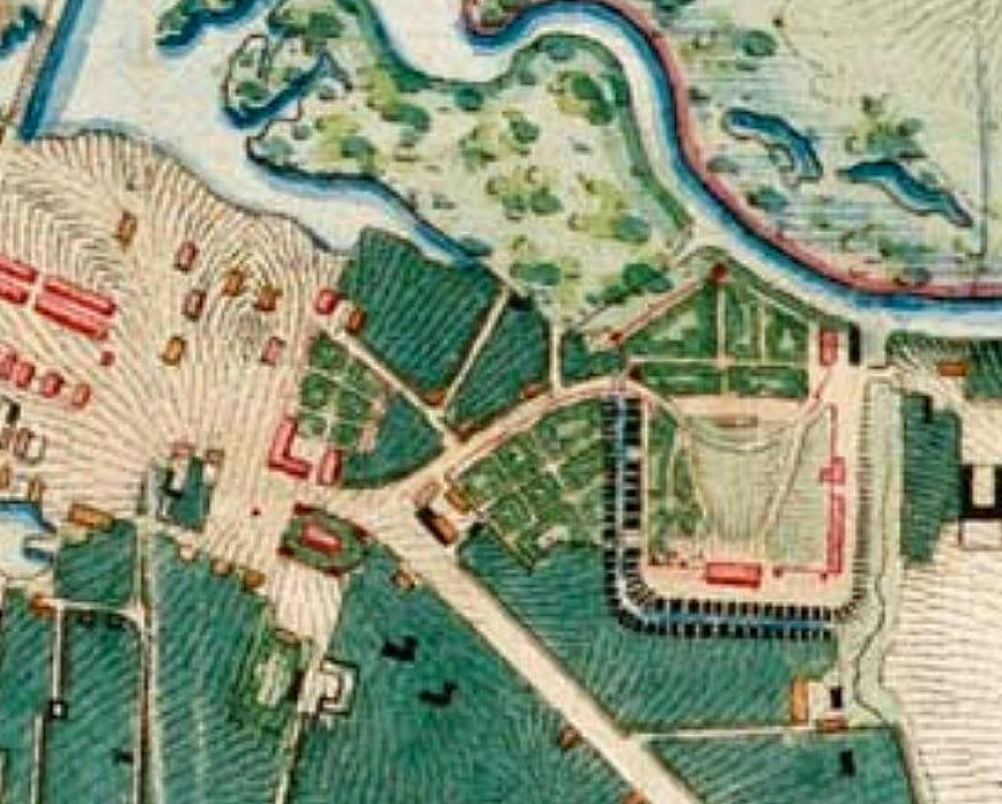
Fragment planu miasta z zamkiem – rok 1828
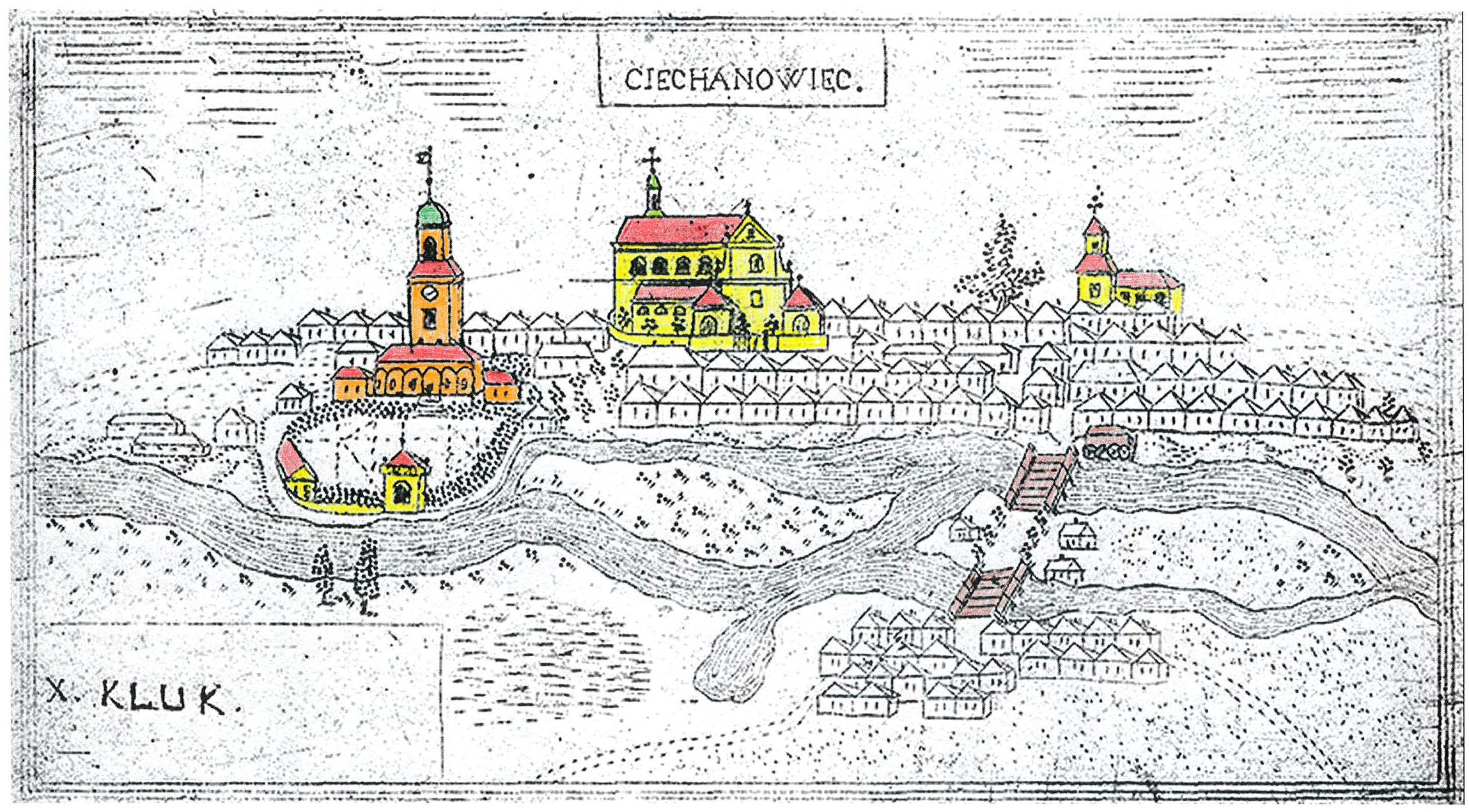
Zamek po lewej na widoku Ciechanowca z około 1770 roku